# Abigail Faulkner
Abigail Faulkner, nacida Dane, (13 de octubre de 1652-5 de febrero de 1730) fue una mujer estadounidense acusada de brujería en los Juicios de Salem de 1692. En el frenesí que siguió, la hermana de Faulkner, Elizabeth Johnson, su cuñada, Deliverance Dane, dos de sus hijas, dos de sus sobrinas y un sobrino, fueron acusados de brujería y arrestados. Faulkner fue juzgada y sentenciada a muerte, pero su ejecución se retrasó debido a su embarazo. Antes de que diera a luz, fue indultada por el gobernador y liberada.

## Familia
Abigail Dane nació el 13 de octubre de 1652, en Andover, Massachusetts. Era hija del reverendo Francis Dane y de Elizabeth Ingalls, y hermana de Elizabeth (Dane) Johnson así como cuñada de Deliverance (Hazeltine) Dane, ambas acusadas de brujas.
El 12 de octubre de 1675, Abigail se casó con el lugarteniente Francis Faulkner. Las familias Dane y Faulkner eran los primeros colonos que habían ganado prominencia social en Andover.
Francis y Abigail Faulkner tuvieron al menos ocho niños:
1.	Elizabeth Faulkner (4 de julio de 1676-17 de agosto de 1678)
2.	Elizabeth Faulkner (7 de diciembre de 1678) Se casó con John Butrick.
3.	Dorothy Faulkner (15 de febrero de 1680) Se casó con Samuel Nurse el 25 de noviembre de 1708.
4.	Abigail Faulkner (Jr.) (12 de agosto de 1683). Se casó con Thomas Lamson el 6 de abril de 1708.
5.	Frances Faulkner (29 de abril de 1686) Se casó el 12 de mayo de 1724 con Daniel Faulkner.
6.	Edmund Squirrels Faulkner (2 de abril de 1688) Se casó primero con Elizabeth Marston el 19 de febrero de 1715. Su segundo matrimonio fue el 17 de agosto de 1730 con Dorcas Buckston. Se casó por tercera vez con Dorothy Robinson el 2 de febrero de 1747.
7.	Ammi Ruhamah (que simbólicamente significa "mi gente ha obtenido misericordia") nació el 20 de marzo de 1693. Se casó con Hannah Ingalls el 7 de junio de 1726.
8. Paul Faulkner.
El nieto de Abigail Faulkner, coronel Francis Faulkner, dirigió una compañía en la batalla de Concord y comandó el regimiento que custodió al general John Burgoyne mientras era prisionero de guerra.

## Preludio del procesamiento
Nada en los archivos de la corte de Andover indica que Abigail Faulkner hubiese sido acusada y mucho menos hallada culpable de cualquier delito o mala conducta antes de 1692.
La única característica que distinguía a los Dane y los Faulkner de sus vecinos, era su riqueza comparativa. En 1675, aproximadamente doce años antes de su muerte, Edmund Faulkner legó todo su patrimonio a Francis Faulkner, su hijo mayor, de apenas veinticuatro años. Esto hizo de Francis una figura influyente en Andover, mientras que sus contemporáneos seguían trabajando la tierra de sus padres, destinados a esperar muchos más años antes de acumular bastante dinero para casarse y convertirse en terratenientes. En 1687, Edmund Faulkner murió, y Francis heredó el resto de la propiedad de su padre, exceptuando solo una porción muy menor que dejó a sus hermanas y hermano.
No mucho tiempo después de la muerte de su padre, Francis Faulkner enfermó, sufriendo convulsiones, confusión y pérdida de memoria, quedando incapaz de dirigir sus propios asuntos. Abigail Faulkner recibió el control de la herencia de su marido hasta que sus hijos alcanzaran la mayoría de edad. Como administradora de su rica propiedad, Abigail manejaba más poder que la mayoría de los hombres de Andover, incluido su propio cuñado.
Otro punto de discordia dentro de la comunidad concernía al padre de Abigail Faulkner. El reverendo Dane había servido como ministro en Andover durante más de cuarenta años cuando los juicios de brujería comenzaron en 1692. A medida que avanzaba el frenesí en Salem, Dane expresaba abiertamente sus dudas sobre las acusaciones de Ann Putnam y otros. Se sintió perturbado por el carácter fanático de los procedimientos.
"Dane debía luchar contra la peste con un heroísmo sin igual para quien tenía la opción en el asunto, arriesgando no sólo su propia vida y reputación, sino lo que debió ser más difícil, la vida de casi todas las mujeres de su familia. Y en esta lucha fue al principio solo, abandonado por sus propios diáconos, que lo consideraban, en el mejor de los casos, un viejo y un fracasado, muy atrasado para apreciar los métodos de la ciencia moderna."
El reverendo Dane fue acusado de brujería en 1692. Se sabe que una década antes de los juicios, Dane había demandado a los residentes de Andover por un aumento de salario. La corte falló a favor de Dane, ordenando a la ciudad aumentar su sueldo y proporcionarle una cantidad adecuada para pagar a un asistente que iba a ser contratado. Dane también se había opuesto a una propuesta de varios residentes de que Andover se dividiera en dos distritos.
Las tensiones económicas y la enfermedad de su marido, además de las dudas que su padre expresó con respecto a los acusadores, pudieron haber causado que Faulkner se convirtiera en objeto de sospecha, envidia, y resentimiento dentro de su comunidad.

## Juicios de Salem
Las cosas llegaron a un punto álgido a principios de agosto de 1692, cuando la hija de Elizabeth Johnson y su homónima fueron acusadas de brujería y arrestadas. La sobrina de Faulkner rápidamente confesó, diciéndole a sus examinadores el 10 de agosto, que ella había hecho tratos con el diablo.
Faulkner fue acusada de brujería por vecinos que afirmaron que había "afligido" a sus hijos. El 11 de agosto fue arrestada y llevada a Salem, donde fue interrogada por Jonathan Corwin, John Hathorne y el capitán John Higginson.
La mayoría de sus acusadores eran mujeres jóvenes de Salem, entre ellas, Ann Putnam, Jr. y Mary Warren. Una excepción a esto, fue el señor William Barker, Sr., quien declaró bajo examen que había estado afligido durante tres años por el diablo. Confesó haber firmado el libro del diablo, y que Satán le había prometido "pagar todas sus deudas" y permitirle "vivir en el lujo". Afirmó que George Burroughs era el "cabecilla", pero afirmó que Faulkner y su hermana, Elizabeth Johnson Sr., eran las "seductoras de esta gran abominación."
Cuándo Faulkner entró en la habitación, sus acusadoras cayeron al piso histéricas. Mientras era interrogada tomó un pañuelo entre las manos y, cada vez que exprimía o retorcía la tela, sus acusadoras tenían "graves dolores". Cuando los magistrados exigieron saber por qué lastimó a las niñas, pidiéndole que mirara su angustia, Faulkner dijo a los magistrados que ella "lamentaba que las muchachas fueran afligidas", pero que no las había afligido ella, "es el diablo [quién] Lo hace en mi forma." Los magistrados respondieron preguntándole que si era inocente, por qué no derramó lágrimas por el sufrimiento de las niñas. Pero ella rehusó confesar, insistiendo en que "Dios no quería que confesara que era culpable."
En un momento, durante el examen, Mary Warren cayó en ataques, y fue "tirada debajo de la mesa", aparentemente incapaz de salir de debajo de ella, pero después de recibir "un toque de Faulkner" fue liberada.
El 29 de agosto, una sobrina de once años y un sobrino de catorce, Abigail y Stephen Johnson, también fueron arrestados por cargos de brujería.
Faulkner fue reexaminada al día siguiente en prisión, todavía insistiendo en que nunca había hecho tratos con el diablo ni firmado su libro, pero admitió sentirse animosa hacia los acusadores de su familia. Ella sugirió que el diablo se había aprovechado de esto, en esencia, enmarcarla por el delito de brujería. Había estado "enfadada por lo que decían" cuando su sobrina fue "tomada" por brujería. Vecinos que se habían apiñado alrededor de la casa de Johnson, riéndose, burlándose de Faulkner, le decían que pronto su hermana también sería arrestada por brujería:
"Y ella [Faulkner] miró con malos ojos a las personas afligidas que consintieron que fueran afligidas porque eran la causa de traer a su familia, y ella les deseaba mal, que su espíritu estaba despertando, No sabía sino que el diablo podía aprovecharse, pero era el diablo, no ella, lo que los afligía."
El 31 de agosto, su hermana y su sobrino confesaron brujería. Ellos testificaron que habían asistido a una reunión donde fueron bautizados por el diablo, quién les prometió “felicidad y gozo”,  y que a instancias del diablo habían afligido a Martha Sprague y a varias personas en Andover. Rechazaron implicar a cualquier otra persona en sus actividades.
El 8 de septiembre, la cuñada de Faulkner, Deliverance Dane, confesó la brujería bajo examen, aunque ella se retractaría más tarde insistiendo en que había "agraviado la verdad". Abigail, la hija de nueve años, fue acusada de brujería y arrestada el 16 de septiembre. Al día siguiente su hija de doce años, Dorothy, fue arrestada por el mismo cargo. Las hijas de Faulkner confesaron poco después de su arresto, y fueron persuadidas a condenar a su madre como bruja.
Un día después, Ann Putnam, Jr. atestiguó que fue "afligida" por Faulkner el 9 de agosto de 1692, y que la vio a ella o a su espectro atormentando otras dos jóvenes.
La sentencia de Faulkner decía:
"El Jurado encuentra a Abigail Faulkner, mujer de Francis Faulkner de Andover, culpable del delito de brujería, cometido en el cuerpo de Martha Sprague, también en el cuerpo de Sarah Phelps. Sentencia de muerte dictada contra Abigail Faulkner."
Faulkner estaba embarazada cuando fue a juicio, y por esta razón su ejecución fue retrasada.

## Consecuencias y exoneración
En diciembre de 1692, cuatro meses después de su arresto, Faulkner abogó por clemencia al Gobernador Phips. Explicó que su marido era un inválido, y aunque su condición había sido estable, su arresto le causó una recaída, dejando a sus niños sin cuidado y "poco o nada para sobrevivir." El Gobernador Phips concedió su petición; fue perdonada y liberada de la prisión.
Aunque fue liberada, su nombre no había sido exonerado. En 1703, Faulkner pidió al tribunal que la exoneraran legalmente.
"El perdón hasta ahora tuvo su efecto que todavía estoy sufriendo para vivir, pero esto sólo como un malhechor, condenada por el registro de los más atroces crímenes, que además de arruinar y desfigurar mi reputación sin duda me exponen al peligro inminente de nuevas acusaciones que serán más fácilmente creídas, y seguirá siendo una perpetua marca de infamia sobre mi familia.Yo humildemente ruego para que esta alta y honorable corte tome mi caso en consideración seria, y ordene la eliminación del registro en contra mía para que yo pueda ser librada de las malas consecuencias de esto."
Faulkner solicitó a la corte durante once años antes de que finalmente concedieran su petición, revirtiendo la sentencia en 1711.
"Sobre la humilde petición y demanda de varias personas y de los hijos de otros de los cuales fueron ejecutados sus padres. Declarado y promulgado por su Excelencia el Consejo Gobernador y Representantes en el Tribunal General reunidos, y por la autoridad del mismo que las varias sentencias, juicios y atentados contra George Burroughs, John Proctor, George Jacobs, John Willard, Giles Corey y Martha Corey, Rebecca Nurse, Sarah Good, Elizabeth How, Mary Eastey, Sarah Wildes, Abigail Hobbs, Samuel Wardwell, Mary Parker, Martha Carrier, Abigail Faulkner, Ann Foster, Rebecca Eames, Mary Post, Mary Lacey, Mary Bradbury y Dorcas Hoar, y cada uno de ellos por este medio se invierte y se declara nulo y sin valor a todos los intentos, construcciones y propósitos, como si no se hubiesen tenido o dado tales sentencias, y que no hay ninguna penalidad o pérdida de bienes o bienes muebles por los juicios y muerte civil o cualquiera en que hayan incurrido. Sin perjuicio de cualquier uso de ley o costumbre en contrario. Y que ningún sheriff, alguacil, carcelero u otro oficial será responsable ante cualquier procesamiento en la ley por algo que ellos hicieron legalmente en la ejecución de sus respectivos cargos.

Hecho y aprobado por el Gran Tribunal General y la Asamblea de la Provincia de Su Majestad de la Bahía de Massachusetts en Nueva Inglaterra celebrada en Boston el 17 de octubre de 1711."
Las hijas de Faulkner fueron liberadas de prisión en octubre de 1692, junto con sus primos Stephen y Abigail Johnson, y les fue dado una compensación de 500 libras por Nathaniel Dane y John Osgood. Su sobrina, Elizabeth Johnson Jr., fue hallada culpable de brujería, y sentenciada a muerte en enero de 1693. Su sentencia fue firmada por William Stoughton. Tanto Elizabeth, como su tía, lograron escapar de la horca debido a la intervención del Gobernador Phips. La hermana de Faulkner, Elizabeth Johnson Sr., fue absuelta y liberada en enero de 1693, pero su sentencia nunca fue revertida. La cuñada de Faulkner, Deliverance Dane, fue liberada en diciembre de 1692, cuando el caso en su contra fue rechazado.
Abigail Dane Faulkner murió en Andover, Massachusetts el 5 de febrero de 1730. Su marido, Francis Faulkner, murió en Andover dos años más tarde, el 9 de septiembre de 1732.
Uno de los descendientes de Faulkner es el crítico de películas de Salon.com, Andrew O'Hehir.